# Le Chant du drille
Le chant du drille est un roman de science-fiction écrit en deux tomes, d'Ayerdhal paru en 1992 aux éditions Fleuve noir puis en 2009 en un seul tome aux éditions Au Diable Vauvert.
Tome 1 : Le syndrome des baleines
Tome 2 : Le mystère Lyphine

## Résumé
Sur une planète colonisée par l'homme, nommée Taheni par un colon auteur, survient l'inexplicable : les Drilles, espèce humanoïde, endémique et emblématique de la planète, bien connus pour leurs chants, se suicident devant les murs des nouvelles villes. Cela ronge peu à peu le moral des colons, et tout le monde semble dépassé. On fait alors appel à une xénobiologiste pour résoudre l'énigme qui semble bien plus profonde que l'extinction lente et douloureuse de l'espèce locale.